# Давид Тошевський
Давид Тошевський (мак. Давид Тошевски, нар. 16 липня 2001, Скоп'є, Північна Македонія — північномакедонський футболіст,нападник російського клубу «Ростов» і молодіжної збірної Північної Македонії.

## Ігрова кар'єра

### Клубна
Давид Тошевський є вихованцем столичного клубу «Работнічкі», в якому він починав грати ще на молодіжному рівні. У 2019 році футболіст дебютував у першій команді у матчах чемпіонату Північної Македонії.
Провівши одни сезон у «Работнічкі» Тошевський у липні 2020 року підписав контракт з російським клубом «Ростов». А за місяць він вже зіграв перший матч у російській Прем'єр-лізі, вийшовши на поле у матчі проти «Зеніту».

### Збірна
З 2017 року Давид Тошевський грав за різні вікові збірні Північної Македонії. У 2020 році нападника запросили до складу молодіжної збірної країни.